# Exoprosopa zanoni
Exoprosopa zanoni är en tvåvingeart som beskrevs av Mario Bezzi 1922. Exoprosopa zanoni ingår i släktet Exoprosopa och familjen svävflugor. Inga underarter finns listade i Catalogue of Life.